# Ndut

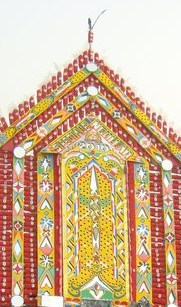
La máscara de Mbot. Símbolo del rito de iniciación de Ndut.

El Ndut es un rito de iniciación, así como una educación religiosa ordenada por la religión serer que todos los serer —un grupo étnico encontrado en Senegal, Gambia y Mauritania— deben cumplir una vez en su vida. Siendo la gente serer un grupo etnoreligioso, el rito de iniciación Ndut también está vinculado a la cultura serer. Desde el momento en que nace un niño, la educación juega un papel fundamental a lo largo de su ciclo de vida. El ndut es una de estas fases de su ciclo de vida. En la sociedad serer, la educación dura toda la vida, desde la infancia hasta la vejez.

## Etimología
El nombre Ndut proviene del idioma del pueblo ndut, un subgrupo del pueblo serer. En un sentido religioso, significa «nido». Es un lugar santo, donde los niños serer se alojan en preparación para su circuncisión. Estos niños se llaman njuli (iniciados). La palabra njuli proviene de la palabra serer juul (variaciones: juu) que significa el pene de un niño pequeño.  Debido a sus connotaciones religiosas, los wólof tomaron prestada la palabra para designar a una perona musulmán (juulit).

## Tipos
Hay dos tipos principales de ritos de iniciación de Ndut. El primero se refiere a la circuncisión para los niños serer, mientras que el segundo se refiere a la iniciación de las niñas serer. La religión y la cultura serer prohíben la circuncisión de las niñas —ablación de clítoris—. Únicamente los niños serer están circuncidados. Las chicas reciben su iniciación a través de njam o ndom —el tatuaje de las encías—. La preparación para la iniciación comienza temprano en la infancia. En muchos casos, los niños son circuncidados cuando alcanzan los 13 años. Sin embargo, no es raro que algunos sean circuncidados cuando tienen entre 19 y 26 años. Del mismo modo, las jóvenes serer reciben su iniciación cuando tienen entre 11 y 18 años.

## Propósito
El propósito de esta iniciación es marcar la transición de la infancia a la edad adulta. También es para enseñar a los jóvenes serer a ser buenos, valientes y honorables ciudadanos. En la sociedad serer, un hombre de su etnia que no se haya sometido al rito de iniciación de Ndut no se considera hombre. También es tabú para una mujer serer casarse con un hombre Sserer que no ha sido circuncidado. En una religiosa y higiénica punto de vista, unos incircuncisos se consideran un ser impuro. Del mismo modo, en la antigua cultura serer, una mujer que no ha sufrido el njam no se consideraba una mujer real. Aunque el prejuicio contra las mujeres serer que no se han sometido al njam es menos frecuente hoy en día debido a la modernidad, el prejuicio contra los hombres que no se han sometido a la circuncisión todavía prevalece en la cultura serer.

## Preparación
La preparación para el Ndut se realiza durante varios años e involucra la participación de toda la familia y los linajes, tanto maternos como paternos, así como la comunidad. Es un proceso largo donde todos los factores físicos, psicológicos, espirituales y económicos entran en juego, en preparación para la persona antes del acto real de circuncisión (para niños) o par el njam (para niñas). Toda la familia juega un papel vital en la preparación del niño para este viaje.
Antes de circuncidar a un niño serer, debe hacer un pronunciamiento público llamado Kan boppam. Este pronunciamiento público se realiza en forma de poema ( ciid en lenguaje serer,)) o canción. Uno de estos cantos se da a continuación :
Duma daw Saala Saala maa ko dige («no evitaré el cuchillo porque lo solicité» ).

### El papel de la mujer
En la iniciación de los niños y niñas serer, las mujeres juegan un papel importante. Aunque a las mujeres se les prohíbe participar en el acto de circuncisión o ingresar al Ndut, la familia femenina del niño juega un papel importante antes y después del acto de circuncisión. Forman parte de la unidad familiar que ayuda al niño a prepararse para la circuncisión. No únicamente los parientes varones son los que ayudan al niño, sino toda la familia. La tía paterna del niño, la hermana de su padre, le regala un brazalete, generalmente de plata, al niño para que lo use en su brazo izquierdo como señal de buena suerte. En algunos casos, es el padre quien le da al niño este brazalete como protección. Justo después de la circuncisión, la madre del niño a veces incluso amamantaba al niño por última vez. Este acto de amamantamiento simboliza el renacimiento después de la muerte y requiere «la ingestión de alimento vital por la madre». Así, la mujer es vista como una dadora de vida y protección de la vida. La importancia de la mujer se conserva mejor en la mitología serer de Mama («abuela» en idioma serer):

Mama se traga a los que han sido iniciados y luego los escupe de nuevo. Es un espíritu invisible para los iniciados —en su presencia, los iniciados deben bajar la cabeza y cerrar los ojos—. Mama aparece tan pronto como los hombres circuncidados han comenzado a cantar, con todas sus fuerzas, las canciones dedicadas a ella.

## Estructura
La estructura de la iniciación de una niña serer es algo similar a la estructura de la iniciación del niño. Para una niña, la cirugía njam se realiza por una anciana con sus ayudantes. Estas ancianas se han sometido a esta cirugía ellas mismas. Uno de los jefes de estas mujeres se llama njamkat. Ella es quien realizará la operación (tatuaje de las encías). La circuncisión de los niños también se realiza en una situación estructurada. Involucra al circuncisor y sus ayudantes, así como a una persona que supervisa la operación. Este supervisor es el maestro de la circuncisión ( kumax). Es el hombre con más edad de la comunidad y debe poseer todas las cualidades de un buen kumax, que incluyen: generosidad, apoyo y paciencia. Todos los hombres involucrados en el rito de iniciación deben haberse sometido ellos también a la operación. Un niño y un grupo de su misma edad generalmente se circuncidan juntos, bajo la guía del serbe —la persona que acompaña a los niños a circuncidarse—. Forman un pacto de hermandad.

### El sitio
El edificio donde tiene lugar la circuncisión se llama ndut (nido). Es una cabaña temporal lejos de la ciudad o pueblo. Es temporal porque la cabaña debe incendiarse justo después de la iniciación. La quema del ndut es simbólica. Representa que el santuario en el que los iniciados han estado viviendo durante los últimos tres meses, desconectado del mundo exterior era únicamente un sueño, un lugar artificial que no existe en la vida real. Sin embargo, pueden referirse al sueño y usar lo que han aprendido del sueño cuando se enfrentan a los peligros de la vida real. También es tabú que un niño asista al mismo lugar donde su padre recibió su circuncisión. Al llegar a este lugar sagrado, los niños cantan los nombres de Pangool (singular: Fangol, santos serer y espíritus ancestrales):
Fadid, Fango, Invey ngara, Fadid, Fangol Invey ngara («ven aquíe, Fangol ya llegamos.Ven aquí, Fangol»).
Al recitar este versículo se reconoce a los antepasados que se han marchado desde hace mucho tiempo, y se les pide que se acerquen y protejan a los niños de cualquier espíritu malo o maldad que pueda afectar al ndut, especialmente de noche.

### Educacción

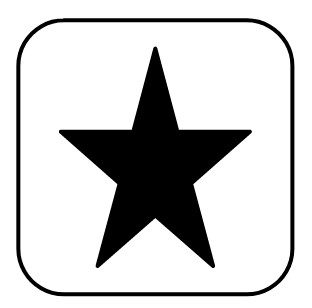
Yoonir, símbolo del universo..

El ndut es también un lugar para la educación. En las enseñanzas clásicas, los iniciados aprenden sobre sí mismos, el trabajo en equipo, cómo ser ciudadanos honestos, la historia del pueblo Serer, el mundo sobrenatural, el mito de la creación Serer, el cosmos, los misterios del universo y la formación de las estrellas etc. Todas las mañanas se realiza un ejercicio de interpretación de los sueños. Estos ejercicios guían a los niños sobre cómo analizar los sueños de los demás y los suyos, y les ayuda a desarrollar sus habilidades de clarividencia. También es un lugar donde reciben su educación sexual, especialmente entre los miembros mayores de los iniciados. A estos jóvenes se les dice que no participen en actividades sexuales con mujeres hasta que su operación haya sanado. La ceremonia de lavado también se enfatiza. Esto ayuda en el proceso de curación. La primera ceremonia de lavado tiene lugar cerca del ndut. El lavado simboliza la purificación.
Los niños componen canciones, cantan y bailan juntos. Este ejercicio les ayuda a olvidar la circuncisión real pendiente. También se desarrolla sus habilidades artísticas y de trabajo en equipo. Se forman amistades y hermandades que duran toda la vida. La mayoría de estas canciones son de naturaleza religiosa. De estas canciones religiosas se deriva la tradición njuup —una música conservadora de serer y el progenitor de mbalax—.

### La operación
Después de años de preparación, llega el acto real de circuncisión para niños o njam para niñas. Aquí es donde prueban su honor de acuerdo con el principio Serer de Jom, un código de creencias y valores que gobierna las vidas de los serer. Jomen Serer significa honor. El niño no debe mostrar signos de ansiedad o miedo. Deben mostrar valentía de principio a fin y no deben temblar ni llorar durante la operación. Si el niño muestra signos de nerviosismo o miedo justo antes de la operación, la operación no se hará. Significa que la familia del niño no lo ha preparado lo suficiente para ello. Los padres son juzgados de acuerdo con el comportamiento del niño. En estas circunstancias, el kumax o njamkat le pedirá a la familia que se lleve al niño y lo tranquilice para luego traerlo de regreso más tarde. Si el niño ha sido tranquilizado por la familia y luego traído de vuelta más tarde para la operación, pero todavía están ansiosos, entonces la operación se cancela. Religión serer dicta que, en circunstancias como estas, el niño no debe ser humillado. En cambio, deberían ser alentados y apoyados con palabras de elogio y mejor preparados para la operación la próxima vez..
A pesar de estos mandamientos religiosos, las personas serer se rigen por el código de Jom, y no era raro que algunos padres y miembros de la familia se suicidasen por lo que veían como humillación o deshonra del apellido; el suicidio únicamente se permite si satisface el principio de Jom, (también deletreado "Joom", que literalmente significa "«honor»" en el idioma serer), un código de creencias y valores que rigen las vidas de los Serer.
Si el niño no muestra signos de ansiedad, se le recomienda que abra el tejido que cubre la cabeza del pene. Esto se llama g«uerra o sumatax» (para matar el prepucio). La palabra «guerra» significa matar en serer. El niño que se circunda se sienta en un mortero con las piernas abiertas. Debe reunir el coraje para hacer esto por su cuenta y no debe ser forzado. El mortero simboliza el mundo femenino, y después de que el niño ha sido circuncidado, nunca más debe sentarse en un mortero. Antes de que el circuncisor comience la operación, le pide perdón al niño. Pronunciaba la palabra waasanaam (por favor, perdóname), y el chico generalmente responde waasanaaong (te perdono). Este es un gesto simbólico de respeto, comunión y espiritualidad. Muestra que el circuncisor es muy consciente del dolor que está a punto de infligir, ya que él mismo se ha sometido a la operación y cualquier error puede provocar la muerte y afectar su reputación profesional para siempre.
La cuchilla se esteriliza antes de la circuncisión real para evitar infecciones. Después de quitar el prepucio, se aplica un tipo especial de polvo sobre el pene para evitar infecciones y ayudar en el proceso de curación.

## Fin de la iniciación
Después de varias semanas, generalmente tres meses, los iniciados terminan su rito de iniciación y se van a casa. La estructura del ndut se prendió fuego. Los niños reciben regalos de miembros de la familia. En la época precolonial, los niños realizaban un baile frente a los reyes serer y el resto de la familia real, quienes a su vez les daban regalos por su valor.